# Фучуань-Яоський автономний повіт
24°50′00″ пн. ш. 111°16′00″ сх. д. / 24.833333333333° пн. ш. 111.26666666667° сх. д.
Фучуань-Яоський автономний повіт (кит. 富川瑶族自治县, пін. Fùchuān Yáozú Zìzhìxiàn) — один із повітів КНР у складі префектури Хечжоу, Гуансі-Чжуанський автономний район. Адміністративний центр — містечко Фуян.

## Географія
Фучуань-Яоський автономний повіт у середньому розташовується на висоті близько 214 метрів над рівнем моря на півночі префектури, лежить на річці Хецзян.

### Клімат
Повіт знаходиться у зоні, котра характеризується вологим субтропічним кліматом. Найтепліший місяць — липень із середньою температурою 28,2 °C. Найхолодніший місяць — січень, із середньою температурою 8,9 °С.
| Клімат повіту Фучуань-Яо                           | Клімат повіту Фучуань-Яо | Клімат повіту Фучуань-Яо | Клімат повіту Фучуань-Яо | Клімат повіту Фучуань-Яо | Клімат повіту Фучуань-Яо | Клімат повіту Фучуань-Яо | Клімат повіту Фучуань-Яо | Клімат повіту Фучуань-Яо | Клімат повіту Фучуань-Яо | Клімат повіту Фучуань-Яо | Клімат повіту Фучуань-Яо | Клімат повіту Фучуань-Яо | Клімат повіту Фучуань-Яо |
| Показник                                           | Січ.                     | Лют.                     | Бер.                     | Квіт.                    | Трав.                    | Черв.                    | Лип.                     | Серп.                    | Вер.                     | Жовт.                    | Лист.                    | Груд.                    | Рік                      |
| Середній максимум, °C                              | 12,6                     | 15                       | 18,2                     | 23,9                     | 28,1                     | 30,4                     | 32,6                     | 32,9                     | 30,7                     | 26,6                     | 21,4                     | 15,6                     | 24                       |
| Середня температура, °C                            | 8,9                      | 11,3                     | 14,5                     | 20,1                     | 24,1                     | 26,6                     | 28,2                     | 28,1                     | 26                       | 21,8                     | 16,5                     | 11                       | 19,8                     |
| Середній мінімум, °C                               | 6,3                      | 8,6                      | 11,9                     | 17                       | 21                       | 23,9                     | 25                       | 24,7                     | 22,5                     | 18,2                     | 11,9                     | 7,7                      | 16,6                     |
| Норма опадів, мм                                   | 87.1                     | 80.5                     | 168.6                    | 204.3                    | 284.3                    | 323.4                    | 189.4                    | 158                      | 75.6                     | 64.1                     | 81.2                     | 61.2                     | 1777.7                   |
| Вологість повітря, %                               | 73                       | 75                       | 79                       | 79                       | 79                       | 81                       | 77                       | 76                       | 72                       | 67                       | 68                       | 67                       | 74                       |
| -------------------------------------------------- | ------------------------ | ------------------------ | ------------------------ | ------------------------ | ------------------------ | ------------------------ | ------------------------ | ------------------------ | ------------------------ | ------------------------ | ------------------------ | ------------------------ | ------------------------ |
| Джерело: Дані метеостанції №59061 (КНР, 1991-2020) |                          |                          |                          |                          |                          |                          |                          |                          |                          |                          |                          |                          |                          |